# Architects
Architects és una banda tècnicament metalcore originària de Brighton, Gran Bretanya.

## Membres

### Membres actuals
- Sam Carter - vocal (2007- actualitat)
- Dan Searle - bateria (2004 - actualitat)
- Alex "Ali Deano" Dean - baix (2006 - 2011, 2011 - actualitat)
- Adam Christianson - guitarra (2015 - actualitat; touring 2012, 2014-2015)

### Membres fundadors
- Matt Johnson - vocal (2004 - 2007)
- Tim Lucas - baix (2004 - 2006)
- Tim Hillier-Brook - guitarra (2004 - 2012)
- Tom Searle (†) - guitarra (2004-2016)

## Discografia
| Data de lliurament | Títol                          | Discogràfica                                                          |
| ------------------ | ------------------------------ | --------------------------------------------------------------------- |
| 2005               | Demo                           | Auto-realitzat                                                        |
| 2006               | Nightmares                     | In At The Deep End Records i Distort Entertainment                    |
| 2007               | Ruin                           | United By Fate Records, Distort Entertainment i Century Media Records |
| 2008               | Architects / Dead Swans E.P    | Thirty Days of Night Records                                          |
| 2009               | Hollow Crown                   | Century Media Records, Distor Entertainment i United By Fate          |
| 2011               | The Here And Now               | Century Media Records                                                 |
| 2012               | Daybreaker                     | Century Media Records                                                 |
| 2014               | Lost Forever//Lost Together    | Epitaph Records i UNFD                                                |
| 2016               | All Our Gods Have Abandoned Us | Epitaph Records i UNFD                                                |